# Eloy Crespo Gasque
Eloy Crespo Gasque (Calanda, Teruel, 17 de diciembre de 1886 - Alcañiz, Teruel, 27 de julio de 1936) fue un comerciante, industrial y banquero, Mayoral del Templo del Pilar de Calanda y miembro de la Asamblea Nacional Consultiva de la dictadura de Primo de Rivera.

## Biografía
Es hijo póstumo de Eloy Crespo Martínez y Gregoria Gasque. Heredó de su tío Juan José Crespo la firma comercial "Casa Crespo", así como una copiosa fortuna cuando apenas contaba 12 años. Desempeñó un papel de primer orden en la vida calandina: fue Mayoral del Pilar de 1908 a 1909, realizó las Centrales Eléctricas, la estación de ferrocarril, la plaza de toros, la Glorieta de doña Oliva Gasque y fundó el Casino Mercantil de Calanda. Asimismo, fue corresponsal del diario católico El Noticiero. En la dictadura de Primo de Rivera fue miembro de la Asamblea Nacional Consultiva (1929-1930).

### Muerte
Fue fusilado por milicianos frentepopulistas el 27 de julio de 1936 junto a tres de sus hijos Juan José, Antonio, Mariano y un dependiente del comercio, José Belmonte, en el cementerio de Alcañiz.